# Bahía de Portete
Bahía de Portete är en vik i Colombia.   Den ligger i departementet La Guajira, i den norra delen av landet, 900 km norr om huvudstaden Bogotá. Arean är 12,8 kvadratkilometer.